# Herbert Fandel
Herbert Fandel (født 9. marts 1964) er en tysk fodbolddommer, der ved kvalifikationskampen til Europamesterskabet i fodbold 2008 mellem Danmark og Sverige i Parken 2. juni 2007, kort før kampens planlagte afslutning, blev overfaldet af en dansk tilhænger og ramt i hovedet af et slag. Fandel valgte i samråd med de øvrige dommere at afbryde kampen straks, hvorpå en af de største skandaler i dansk fodbold var en kendsgerning.
Fandel er en respekteret dommer, der blandt andet har dømt ved FIFA Confederations Cup i 2005 i Tyskland, sommer-OL 2000 i Sydney, og han har været dommer i to store europæiske klubfinaler, henholdsvis UEFA Cup-finalen 2006 og UEFA Champions League finalen 2007.
I det civile liv er Fandel klaverlærer.

## EM 2008
- Portugal – Tyrkiet  (gruppespil)
- Holland – Frankrig  (gruppespil)
- Spanien – Italien  (kvartfinale)